# CRYGA
CRYGA‏ (Crystallin gamma A) هوَ بروتين يُشَفر بواسطة جين CRYGA في الإنسان.
تُقسّم الكريستالين إلى فئتين: خاصة بالتصنيف، أو إنزيمية، وواسعة الانتشار. تُشكّل الفئة الأخيرة البروتينات الرئيسية لعدسة عين الفقاريات، وتحافظ على شفافيتها ومعامل انكسارها. ولأن خلايا الألياف المركزية للعدسة تفقد نواتها أثناء النمو، تُصنع هذه البلورات ثم تُحتفظ بها طوال الحياة، مما يجعلها بروتينات مستقرة للغاية. تُقسّم بلورات عدسة الثدييات إلى عائلات ألفا وبيتا وجاما؛ كما تُعتبر بلورات بيتا وجاما عائلةً فائقة. تُقسّم عائلات ألفا وبيتا إلى مجموعات حمضية وقاعدية. توجد سبع مناطق بروتينية في البلورات: أربعة أنماط متجانسة، وببتيد رابط، وامتدادات طرفية N وC. بلورات جاما هي مجموعة متجانسة من البروتينات الأحادية المتناظرة للغاية، والتي تفتقر عادةً إلى الببتيدات الرابطة والامتدادات الطرفية. يتم تنظيمها بشكل تفاضلي بعد النمو المبكر. أربعة جينات جاما-كريستالين (من جاما-أ إلى جاما-د) وثلاثة جينات كاذبة (جاما-إي، جاما-إف، جاما-جي) مُنظَّمة بشكل مترادف في قطعة جينومية واحدة كمجموعة جينية. وسواءً كان ذلك بسبب الشيخوخة أو طفرات في جينات مُحددة، فقد شاركت جاما-كريستالين في تكوّن الساد.